# Jan Kellner
Jan Kellner (Brugge, 12 december 1924 - 13 mei 2005), was een Belgisch kunstschilder, graficus en keramist, behorende tot de Brugse School.

## levensloop
Kellner studeerde aan de Academie voor Schone Kunsten Brugge bij Lionel Poupaert, Guillaume Michiels, Jules Fonteyne en Lucien De Jaegher. Hij studeerde ook aan de kunstacademie in Eeklo. Hij leerde de productie van keramiek aan bij Rogier Vandeweghe in Beernem en bij Joost Maréchal in Eeklo.
Als schilder is hij auteur van werken in traditionele trant: stadsgezichten, landschappen, bloemen, stillevens en naakten. Daarnaast was hij actief in het produceren van keramiek.
Hij was lid van de Kring 46 en van de Kunstkring Iris in Sint-Kruis.